# Боррадейл (остров)
Боррадейл — один из островов архипелага Баллени. Место первой высадки человека к югу от Южного полярного круга.

## Исследование
Остров Боррадейл был открыт в феврале 1839 года Джоном Баллени, назвавшим остров в честь У. Боррадейла, одного из купцов, совместно с Чарльзом Эндерби снарядивших экспедицию. Первая высадка на остров была произведена капитаном Фриманом с катера Sabrina 12 февраля 1839 года, высадка произошла на косе в северо-западной оконечности острова. Эта высадка стала первой в области к югу от Южного полярного круга. Остров не посещался до 29 февраля 1948 года, когда группа австралийцев, включая Филиппа Лоу и Стюарта Кэмпбелла, высадились на то же место с корабля  HMAS Wyatt Earp.

## Особенности географии
Остров Боррадейл обладает длиной около 4 километров и шириной около 2 километров. Остров находится в 7 километрах к юго-востоку от острова Янг. Мыс Скорсби (66°34′ ю. ш. 162°45′ в. д.) представляет собой высокий утёс, отмечающий собой северную оконечность Боррадейла. Остров был нанесён на карту экипажем судна RRS Discovery II в ходе исследования северной части архипелага Баллени в 1936–1938 годах. Мыс Скорсби назван в честь судна RSS William Scoresby, исследовательского судна, в одно время вместе с Discovery II, проводившего океанографические работы в водах Антарктики, само же судно было названо в честь исследователя Арктики Уильяма Скорсби. Вершина Бил (66°36′ ю. ш. 162°45′ в. д.) представляет собой скалу в форме корабля, высотой 60 м, находящуюся вблизи мыса Бил, крутого утёса в юго-восточной части острова. Оба места названы в честь У. Била, одного из купцов, вместе с Чарльзом Эндерби снарядившим экспедицию Джона Баллени в 1839 году.